# Aquifex
Aquifex es un género de  bacteria, uno de los pocos en el filo Aquificota. Las dos especies generalmente clasificadas en Aquifex son A. pyrophilus y A. aeolicus. Ambas son hipertermófilas, creciendo mejor en temperaturas acuáticas de 85 a 95 °C. Crecen a menudo cerca de los volcanes subacuáticos o fuentes hidrotermales.
A. aeolicus fue descubierto en el norte de Sicilia, mientras que A. pyrophilus fue primero encontrado en el norte de Islandia. Son bacterias verdaderas (del dominio Bacteria) al contrario que otros habitantes de ambientes extremos, las Archaea.
Ambas especies de Aquifex tienen forma de bacilo con una longitud de 2 a 6 µm y un diámetro de alrededor 0,5 µm. Son autótrofos Gram-negativos y no forman esporas. Aquifex significa en latín productor de agua, que se refiere al hecho de que su método de respiración produce agua mediante la oxidación de hidrógeno, tiosulfato y azufre con oxígeno como aceptor.
. Aquifex tiende a formar agregados celulares formados por hasta 100 células individuales. A. aeolicus requiere oxígeno sobrevivir, pero puede crecer en niveles de oxígeno de hasta sólo 7,5 PPM. A pyrophilus puede incluso crecer anaeróbicamente reduciendo nitrógeno en vez de oxígeno. Como otras bacterias termófilas, Aquifex tiene aplicaciones importantes en procesos industriales.
El genoma de A aeolicus ha sido secuenciado.,
Esto fue relativamente fácil por el hecho de que la longitud del genoma es solamente alrededor de una tercera parte del de E. coli. La comparación del genoma de A aeolicus con el de otros organismos reveló que el alrededor 16% de sus genes proceden del dominio Archaea. Se cree que este género puede ser uno de los más tempranos del dominio del bacteria.